# François Goetghebeur
 (mars 2012).
François Goetghebeur, né le 13 novembre 1974, est un réalisateur, photographe et directeur artistique français.
Il s’illustre majoritairement dans l’univers de la musique au travers de captations de concerts, de documentaires et de portraits d’artistes.

## Biographie
François Goetghebeur s’est majoritairement illustré dans l’univers de la musique au travers de captations de concerts, documentaires, portraits d’artistes. Allant de la musique symphonique au rap en passant par le jazz ou le rock, François Goetghebeur collabore ainsi avec nombre d'artistes aussi variés que Michel Legrand, Johnny Hallyday, Matthieu Chedid, Jean-Louis Aubert, Julien Clerc, Booba, ou encore Jacques Audiard qu'il accompagne en qualité de conseiller à la réalisation pour le live du chanteur Raphael.
Il réalise des événements en direct pour la télévision comme Le Concert de Paris et son feu d’artifice du 14 juillet depuis la Tour Eiffel. Il travaille également dans l’univers du spectacle vivant (Opéra de Paris, Chorégies d'Orange).
Spécialiste du mélange des genres, il marie les séquences fictionnées en coulisses avec des comédiens (Omar Sy, Gérard Jugnot, François-Xavier Demaison) aux plateaux d’émissions de divertissement (Gala de l’Union des Artistes, Francofolies de New York, Les Copains d’abord) et il enrichie fréquemment les captations de concert par des rencontres, portraits d’artistes documentarisés (Laurent Voulzy à St Eustache, Jean-Louis Aubert aux Mines de Bruoux, Maxime Le Forestier à San Francisco). Le plus souvent, Le ton est intime et convivial ; le soin est apporté au traitement de l’image cinématographique.
À la suite de la réalisation du film concert Une nuit à Versailles, sa rencontre avec Vanessa Paradis le décide à développer son travail en qualité de photographe. En marge de son travail personnel il se voit ainsi confier ponctuellement des séries pour différents artistes tels que Raphael, Julien Clerc, Louis Chedid, Rohff, Nolwenn Leroy ou Vanessa Paradis pour qui il a réalisé les photos de la tournée 2010.
Le succès des courts-métrages La nouvelle musique (Talents Cannes Adami 2014 / Prix du public et du jury à Saint-Jean-de-Luz 2014) et Jacques Serres (Meilleur Film 48H Film Project 2013 à Los Angeles ) amène François Goetghebeur à se diriger davantage vers la fiction,.
Novembre 2015, Francois Goetghebeur reçoit le grand prix SACEM « auteur-réalisateur de l'audiovisuel » pour l'ensemble de sa carrière.
En 2016 et 2017, il emmène Stéphane Bern entouré d'artistes tels que Édouard Baer, Bernard Lavilliers, Claudia Cardinale, Lambert Wilson, André Dussollier, Erik Orsenna pour des soirées spéciales sur France 2 : Soir de fête à Versailles puis Venise et Rio de Janeiro.
En 2016, il accompagne Johnny Hallyday pour son ultime road-trip à travers les Etats-Unis. Ses images en noir et blanc donneront lieu au clip du single "J'en parlerai au Diable" et surtout au film documentaire "A nos promesses" diffusé sur France Télévisions en décembre 2020.
Depuis 2016, il collabore ponctuellement avec des humoristes pour leur captation de spectacle : Laurent Lafitte, Olivier de Benoist, Claudia Tagbo, Jeanfi Janssens, Oldelaf, Tristan Lopin, Gaspard Proust.

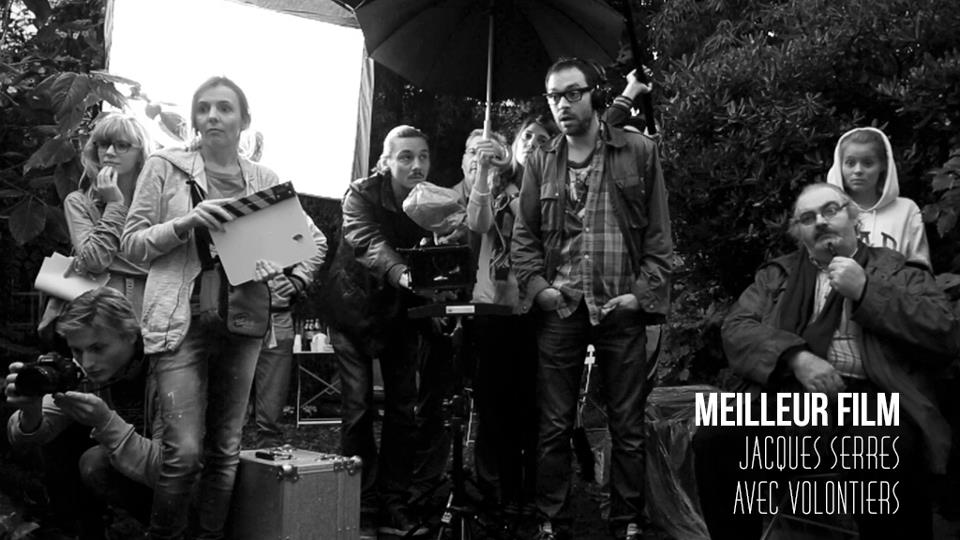
Film gagnant du 48 Hour Film Project édition Paris 2012 : « le dernier rôle de Jacques Serres ». Réalisation : François Goetghebeur et Nicolas Lebrun.

## Distinctions
- 2012 : Dans le cadre du 48H Film Project, édition Paris 2012, pour Jacques Serres : Meilleur Film, Meilleur image.
- 2013 : Dans le cadre du 48H Film Project, édition Los Angeles 2012, finale mondiale, pour Jacques Serres : Meilleur Scénario, Meilleur Image, Meilleur Réalisateur, Meilleur Film.
- 2013 : Pour Jacques Serres, à l'occasion du festival Mamers en Mars : Prix du jury court-métrage, Prix du public court-métrage.
- 2014 : Pour La Nouvelle Musique : Prix du public et Prix du jury jeunes au festival de St Jean de Luz.
- 2015 : Grand prix Sacem de l'auteur-réalisateur de l'audiovisuel.
- 2019: Grand prix Révélations UNAC

## Filmographie

### Documentaires
2002
- Michel Vaillant[4]- Making of interactif (DVD & CANAL+) - (EuropaCorp)
- 24H avec Mia Frye (DVD) - (EuropaCorp)

2003
- Le Transporteur - Making of (DVD) - (EuropaCorp)
- Fanfan la Tulipe - Making of (DVD) - (EuropaCorp)

2004
- Voyage musical à Prague - Le violon sous l'oreiller (52 min- Mezzo) - (LGM)
- Voyage musical en Slovénie - A chœur ouvert (52 min- Mezzo) - (LGM)
- 24H avant la IXe - Dans les coulisses de l'Orchestre de Paris (France Télévision) - (LGM)

2005
- Voyage musical à Malte - « Pur Malte » (52 min - Mezzo) - (LGM)
- Voyage musical en Andalousie - « Sevilla » (52 min- Mezzo) - (LGM)
- Voyage musical en Lituanie - « Géré » (52 min - Mezzo) - (LGM)
- Jean-Claude Casadesus, Portrait d'un jeune homme - (LGM)
- Jean-Claude Casadesus, Escapade à Prague - (LGM)

2006
- Voyage musical en Suède - Happy Swedish People (52 min- Mezzo) - (LGM)
- Voyage musical au Danemark - We were vikings (52 min- Mezzo) - (LGM)
- Taxi 3 - Making of (DVD) - (EuropaCorp)
- Magali Léger - Cantatrice Nouvelle Génération (26 min) - (CLC)
- Tous proprios / les combles (Discovery chanel, NT1) - (Koprod)

2007
- Tous proprios / les lofts (Discovery channel, NT1) - (Koprod)
- Tous proprios / acheter un appart à Paris (Discovery channel, NT1) - (Koprod)
- Tous proprios, best of (Discovery channel, NT1) - (Koprod)
- Bedos, c'est moi ! - Portrait (60 min) - Avec Jamel Debbouze, Gad Elmaleh, Muriel Robin, Thierry Ardisson, Michel Drucker… - (CALT)
- Epk & retrospective, St Laurent Petit Palais

2010
- Une vie Saint Laurent, Alain Chamfort - Epk & retrospective St Laurent Petit Palais - (Tessland)
- D'une rive à l'autre[5] : 9 documentaires - (PMP Morgane)
- Vanessa Paradis - Tournée été 2011 - (PMP Morgane)

2011
- Une journée avec Nolwenn Leroy (90 min, France 3) - (PMP Morgane)
- Une vie Saint Laurent - documentaire France 5 - (Morgane Production)
- Hellfest : le métal expliqué à ma mère (avec Thomas VDB) - (Bleu iroise)
- Maxime Le Forestier - C'est une maison bleue (France Télévisions) - (BHD World)
- Julien Clerc, Fou, peut-être - documentaire (60 min)
- Les victoires de la musique jazz (120 min, France Télévisions) - (PMP Morgane)

2012
- Sheila (France Télévisions) - (PMP Morgane)
- Les Stentors - TF1 musique - (TF1 Musique)
- Acteur vous avez dit Acteur[6] - Réalisateurs Schick Daniel, Goetghebeur François - (Morgane Production)

2013
- Aimé Césaire, Paroles et Silence[7] - (Beau comme une image)
- Les Révélations des Victoires de la Musique 2013[8] - (Morgane prod)

2014
- Dans les pas du Soldat Rose 2[9]
- Tal le concert[10] - Produit par : Gérard Lacroix, Gérard Pont, Edgard Tenenbaum, Jean-Luc Raymond, Morgane Production, Côté Diffusion

### Films musicaux
2002
- Masterclass à l'école normale de musique : Barbara Bonney - François-René Duchâble - Paul Badura-Skoda - (LGM)

2004
- Orchestre de Paris, Christoph Eschenbach : Beethoven, Symphonie nº 9 et Rendering (1989) de Luciano Berio - (LGM)
- Récitals au musée d'Orsay : José van Dam - Anne Sofie von Otter - (LGM)
- Tété au zénith de Paris - (Dance hall)

2005
- Carmina Burana dans la ville (Jean-Philippe Sarcos) (FIPA) - (LGM)
- Orchestre national de Lyon / Le concerto - Saint-Saëns, Haydn, Bartók - (CLC)
- Alain Chamfort : Impromptu aux jardins du Luxembourg (nommé aux Victoires de la musique) - (Marcassin)
- Jean-Claude Casadesus, Concert Anniversaire, Orchestre national de Lille - (LGM)

2006
- Orchestre national de Lille - Jean-Claude Casadesus - Tchaikovski Thierry Escaich - (Cercle bleu)

2008
- Anne Gastinel (Symphonie de Brahms no 1) avec l'Orchestre national de Lyon) (CLC)
- Martha Argerich & Akiko Ebi - Récital piano à Lyon (CLC)
- Roger Muraro - Récital piano à Lyon - (CLC)
- Turangalîla-Symphonie - Orchestre de Paris - Pleyel (CLC)
- Goran Bregović et son orchestre pour les mariages et les enterrements - Nuits de Fourvière - (Grand Angle)
- Le Trio Kadinsky (Harri Maki) Granada Festival : Alhambra - (Grand Angle)

2009
- Granada 2009 Alhambra : London Haydn Quartet - Eric Hoeprich - (Grand Angle)
- Orchestre de Paris - intégrale des symphonies de Mahler, Christoph Eschenbach (France Télévision) - (LGM)
- Orchestre de Paris - Symphonie Mahler 5 - Pleyel - (LGM)
- Orchestre de Paris - Symphonie Mahler 4 - Pleyel - (LGM)
- Orchestre de Paris - Symphonie Mahler 3 - Pleyel - (LGM)
- Orchestre de Paris - Symphonie Mahler 7 - Pleyel - (LGM)
- Quatuor Debussy à Lyon - (CLC)
- Lilya Zilberstein - récital de piano à Lyon - (CLC)
- Cantates de Bach - Ambronay 2009, La Petite Bande - (CLC)
- Vincent Ségal & Ballaké Sissoko - KoraCello (Rhinojazz) - (CLC)
- Stabat Mater de Pergolèse - Le banquet céleste à l'oratoire du Louvre - (CLC)
- Krakow Festival 2009 : Il Giardino Armonico - Fabio Biondi - (Grand Angle)
- DVD « Oldelaf en concert pour l'éternité » - (Roy Music)
- Orchestre national de Lille (direct) - (3 Cafés Prod)
- Kery James à l'Olympia - (PMP Morgane)
- Matthieu Chedid - Showcase Mister Mistere à la Cigale - (PMP Morgane)
- Rohff au Zénith de Paris - (PMP Morgane)
- Tryo : live à Bercy - (PMP Morgane)
- Michel Legrand - Concert symphonique (musique de films) - (LGM)
- Michel Legrand - Big Band Jazz - Pleyel « Legrand Back In Paris » - (LGM)

2010
- Jean-Guihen Queyras & Michel Dalberto - Récital de piano à Lyon - (CLC)
- Iddo Bar-Shaï - récital de piano à Lyon - (CLC)
- Nicholas Angelich- récital de piano à Lyon - (CLC)
- Éric Le Sage joue Schumann - récital de piano à Lyon - (CLC)
- Week-end musique de chambre française à Pleyel - (CLC)
- Dianne Reeves au Châtelet « My Living Room in Paris » - (Grand Angle)
- Krys à L'Élysée Montmartre - (Grand Angle)
- Real limit - Zénith de Paris - (Grand Angle)
- Bon Anniversaire M., Chopin / Intégrale Chopin (durée : 15 h 54 min) - (PMP Morgane)
- 49e Gala de l'Union des artistes[11] (primetime France) - (PMP Morgane)
- Christoph Eschenbach - Anniversaire 70 ans - MOZART 12 & 23 - (LGM)
- Liat Cohen, une guitare à Prague - (Grand Angle)
- Amel Bent - Zénith de Paris - (Grand Angle)
- Le Printemps de Bourges 2010 :
  - BB Brunes (59 min 47 s) - (PMP Morgane)
  - Eiffel - (PMP Morgane)
  - Nada Surf - PMP Morgane)
  - Pony Pony Run Run - (PMP Morgane
  - Two Door Cinema Club - (PMP Morgane)
  - Caravan Palace - (PMP Morgane)
- Vanessa Paradis - Une nuit à Versailles (CANAL+ & DVD) - (PMP Morgane)
- Vanessa Paradis, Unplugged (en coulisses du Casino de Paris) - (PMP Morgane)
- 40e Festival interceltique de Lorient (PrimeTime France3) - (Bleu Iroise)
- 113 au Bataclan - PMP Morgane)
- Raphael par Jacques Audiard (conseiller artistique) - (Angora)
- Alain Chamfort, clip À la droite de Dior - Mage Music - (Tessland)

2011
- Oldelaf, clip « La tristitude » - (Roy Music)
- Ben Mazué - 3 clips : « Mes monuments », « C'est léger », « Feeling high » (Sony - Movida)
- Oldelaf - Alhambra Paris - (AVP)
- Nolwenn Leroy[12], Nuit bretonne (France 3) - (PMP Morgane)
- La Fouine Zénith de Paris - (PMP Morgane)
- Concert Budapest Orchestra, Pleyel - (CLC)
- Oldelaf en concert - (CLC)
- Festival interceltique de Lorient (FIL) 2011 (Primetime France 3) - (PMP Morgane)
- Tri Yann : concert anniversaire à Lorient - (PMP Morgane) DVD Le Concert des 40 ans
- Booba Live à Bercy - (PMP Morgane)
- Jean-Louis Aubert - Concert unique (France 2) - (Grand Angle - Angora)
- Vanessa Paradis, Matthieu Chedid, Sean Lennon / Un monstre à Paris - Direct Trianon, 100 salles Pathé - (Cheneliere prod)
- Le 50e Gala de l'union des artistes (Prime time France 2) - (PMP Morgane - Angora)
- Hubert-Félix Thiéfaine Homo Plebis Ultimae Tour (DVD Sony Music EntertainmentSony Music) - (PMP Morgane)
- Gloria (DVD TF1) - (TF1 Production)
- Les Victoires de la musique Jazz (120 min, France Télévision) - (PMP Morgane)

2012
- Alan Stivell 1972-2012 : concert anniversaire à l'Olympia - (PMP Morgane) DVD 40th Anniversary Olympia 2012
- Le 51e Gala de l'union des artistes (Prime time France 2) - PMP Morgane - (Angora)
- Clips Bastian Baker - Alleluyah[13], I'd sing for you[14]

2013
- State Symphony orchestra of Russia, Leonard Slatkin (chef d'orchestre), Denis Matsuev (piano), Sergei Rachmaninov. (Mezzo)
- Francofolies de New York - A tribute to Édith Piaf[15]
- Concert unique de Laurent Voulzy à l'église Saint Eustache (France 2) - (Coproduction Grand Angle Productions & Angora. Avec la participation de France Télévisions)
- Le grand spectacle du Festival Interceltique de Lorient 2013 (Pénélope Morgane Production)
- Tous en Cœur au Châtelet - Réalisation : François Goetghebeur, Direction artistique : Arnaud Thorette, Production : A Prime Group : Dominique Ambiel | Arnaud Ngatcha | Marie-Stéphane Barthout; Contraste Productions : Hélène Paillette | Arnaud Thorette avec la participation de France Télévisions
- On chante Disney – (D8)
- 52e Gala de l'Union des Artistes[16] - Production Morgane Production ; Co-productions Angora production, France Télévisions
- Christophe Maé au Théâtre de Paris[17] - Concert Unique - Production Morgane Production ; Coproduction Warner Music France
- Shy'm à Bercy[18] - (Production Morgane Production ; Diffuseur NRJ 12)
- Opéra de Paris - « O Composite Trisha Brown » - Coproduction : Opéra de Paris Production, Les Souffleurs de Vert avec la participation de France 3, le soutien du CNC et de la Fondation Orange.

2014
- EPK Soldat Rose 2[19] – Captation du spectacle et making-of « Dans les pas du Soldat Rose 2 » - (Morgane Production)
- Orchestre national de Russie à Moscou Tchaikovsky Concert Hall - Hommage à Rachmaninov[20]
- The Moscow State Symphonie Orchestra dirigé par Laurent Petitgirard[21] - Producteur : Les Films Jack Fébus; Coproducteurs : Mezzo
- Dogorians[22]
- Carmina Burana aux Chorégies d'Orange[23]
- Tal au cinéma[24]

2016
- Johnny Hallyday - Captation du concert « Rester Vivant Tour »

### Spectacles et fictions
2007
- Casino Lucien Barrière - Jour de chance (Les Chinois) - (Prime Touch)
- Maïwenn - Le pois chiche au Café de la gare

2008
- Un geste pour l'environnement : 52 épisodes (LCP) - (Airbloc)
- Flamenka Nueva au casino de Paris - (2425 Prod)

2009
- Le prix de Lausanne en direct (Mezzo) - (prix de Lausanne)

2010
- Le cabaret new burlesque à la Nouvelle Eve[25] (direct Paris Première & DVD) - (ANAE)

2011
- Laurent Lafitte, comme ça se prononce (direct Paris Premiere & DVD) - (ANAE)

2012
- Suresnes Cités Danse 2011 - ouverture et clôture (France 2) - (Souffleurs de vert)

2013
- Film de théâtre « Roméo et Juliette » réalisé par David Bobée et François Goetghebeur, produit par Axe Sud et diffusé sur Arte
- Théâtre - Atelier Palmade - « L'Entreprise »[26]

2014
- Millepied/Balanchine à l'Opéra Bastille[27] - Produit par : Guy Verrecchia, Nicolas Joel, François Roussillon, UGC, Viva L'Opéra, Opéra National de Paris, France Cinéma, France Télévisions, Fondation Orange, NHK.
- Le Barbier de Séville à l'Opéra Bastille[28]
- L'enlèvement au Sérail à l'Opéra Garnier[29]

### Corporation
2002
- film interne - Coulisses Cannes 2002 - (EuropaCorp)

2004
- conception, rédaction et direction artistique pour la Fédération nationale des travaux publics et le groupe de travaux publics COLAS - (LGM)

2007
- Colas Indonésie, Malaisie, Viêt Nam, Thaïlande - (Colas)
- asino Lucien Barrière - Jour de chance, fiction interactive - (Prime Touch)

2009
- Canderel, Portraits -(2425 Prod)

### Publicités
2004
- FNTP « Un métier pour les hommes », « Les jeunes » - (LGM)

2006
- Imposture - Patrick Bouchitey - Teaser - (EuropaCorp)
- St Hubert cholegram - (2425 Prod)
- Saga St Hubert Omega 3 : 4 films - (2425 Prod)
- Zinédine Zidane - Assurances Generali - (2425 Prod)
- Adriana Karembeu - Aicha light (confiture) (Maroc) - (2425 Prod)
- Colas Vegecol - (2425 Prod)

2007
- Paris fait sa comédie 2007 (M6) - (CALT)
- Colas nanosoft - (LGM)

2008
- Paris fait sa comédie 2008 (M6) - (CALT)
- Pub Pierre Palmade le comique (TF1) - (Théâtre Fontaine)

2009
- Paris fait sa comédie 2009 (M6) - (CALT)

2011
- Pub Julien Clerc - Fou, peut-être (TF1) - (Magali film)

2012
- Pierre Palmade, Michèle Laroque, Ils se re-aiment - (Tango) (TF1) avec volontiers/Kinaime

2014
- Pub Le Soldat Rose 2 - Francis Cabrel, Thomas Dutronc[30]

### Émissions de télévision
2012
- Victoires du Jazz à Marciac[31] - (Morgane Production)

2013
- Soir de fête à Versailles (France 2) - Réalisation : François Goetghebeur, Nicolas Lebrun. Distribution Corinne Benizio, Jacques Weber, François Morel, Alain Baraton, Lorànt Deutsch, Nolwenn Leroy, Jean-Christophe Spinosi, Philippe Jaroussky, Chantal Thomass, Alain Ducasse, Gilles Benizio, Garnier et Sentou, Muriel Mayette, Erik Orsenna. Présentation Stéphane Bern.
- Le Concert de Paris et le feu d'artifice en direct du Champ-de-Mars - (France 2) (Radio France) (Electron Libre Productions).
- 100 artistes s’engagent en musique pour l’enfance en danger. (France Télévision). Réalisation : Francois Goetghebeur. Directeur artistique : Arnaud Thorette.
- Concert pour la Tolérance – (Electron Libre Productions)
- Piaf, Hymnes à la Môme au Beacon Theatre, New York[15] - Production Morgane Production ; Coproduction France Télévisions

2014
- Le Concert de Paris et le feu d'artifice en direct du Champ-de-Mars - (France 2) (Radio France) (Electron Libre Productions).
- Une Femme Un Artiste (Journée de la Femme Prime time France 2)[32] - Présentation : Virginie Guilhaume
- La télé chante pour le Sidaction[33]
- Les Copains d'abord : 30 ans 30 chansons[34] - (Morgane Production)
- Le Soldat rose 2[35]

2015
- Les Victoires de la musique 2015[36]

### Courts métrages
- 2003 : Plouf. Réalisation : François Goetghebeur. Monteur : Christophe Marthoud. Chef opérateur : Ludovic Colbeau-Justin.
- 2012 : Jacques Serres. Réalisation : François Goetghebeur & Nicolas Lebrun. Chef Opérateur : Benjamin Louet.
- 2014 : La Nouvelle Musique. Dans le cadre du Talents Adami Cannes 2014. Réalisation : François Goetghebeur & Nicolas Lebrun. Chef Opérateur : Benjamin Louet.

### Autres
- Cadreur pour Luc Besson, Arthur et les Minimoys - (EuropaCorp)
- 2011 : conseiller artistique de Jacques Audiard pour Raphaël live
- 2011 : direction artistique et coécriture 5 titres album le monde est beau Oldelaf - (Roy Music)

## Photos
- 2009 : Rohff au zénith, Pochette CD du DVD live
- 2010 : Vanessa Paradis : photos de la tournée pour livret CD/DVD et presse - (Barclay - Universal)
- 2011 : Raphaël vu par Jacques Audiard - Photos CD/DVD - (EMI)
- 2011 : Julien Clerc - Fou, peut-être - Photos presse studio - (EMI)
- 2011 : Julien Clerc - Julien Clerc - Photos tournée - (Free Demo)